# Амантаева, Майра Тургановна
Майра́ Турга́новна Аманта́ева (род. 1947) — казахский советский педагог и профсоюзный деятель, депутат Верховного Совета СССР.

## Биография
Родилась 23 февраля 1947 года в селе Каменка Каскеленского района Алма-Атинской области. Казашка. Образование высшее — в 1969 году окончила Алма-Атинский государственный педагогический институт имени Абая, математический факультет.
С 1969 года учительница средней школы села Кзыл-Ту Талгарского района Алма-Атинской области. С 1970 года учительница средней школы имени Абая села Чилик Чиликского района Алма-Атинской области.
С 1979 года — секретарь Республиканского совета профсоюзов работников просвещения, высшей школы и научных учреждений. С 1990 года — заместитель председателя ЦК профсоюза работников народного образования и науки Казахской ССР. С 1995 года по 2019 г. — председатель ОЮЛ «Союз профсоюзов работников образования и науки РК».
Депутат Совета Союза Верховного Совета СССР 9 созыва (1974—1979) от Алма-Атинского сельского избирательного округа № 639 Алма-Атинской области. Член Комиссии по народному образованию, науке и культуре Совета Союза. Член коллегии Министерства образования и науки Казахстана. Член исполкома Международной организации образования.

## Награды и звания
- орден Трудового Красного Знамени (1978);
- медаль «10 лет независимости Республики Казахстан»;
- Почётный работник образования Республики Казахстан;
- серебряная медаль имени А. Байтурсынова За заслуги перед высшей школой Казахстана;
- серебряный знак Всеобщей конфедерации профсоюзов За заслуги перед профдвижением;
- академик Международной академии информатизации при Генеральном консультативном статусе ООН и Всемирном информационном парламенте.

## Семья
- Отец — Амантаев Турган;
- Мать — Амантаева Бубухан;
- Супруг — Абиев Болат Куанышбаевич, ныне покойный;
- Сыновья — Бауржан, Ержан
- Дочь — Сауле